# Volksverrat

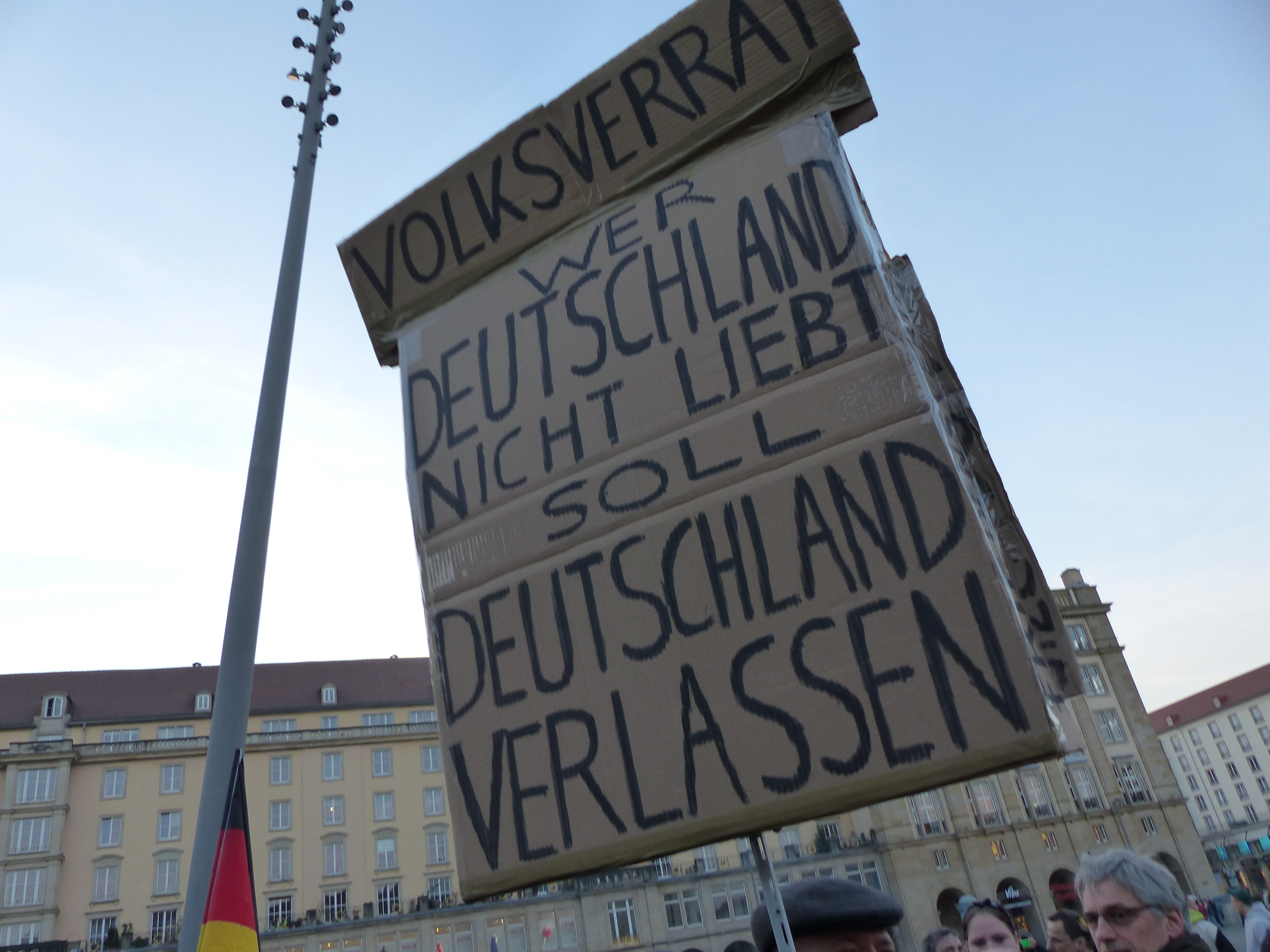
Plakat auf Pegida-Demonstration in Dresden, 23. März 2015

Der Begriff Volksverrat wurde in der deutschen Sprache zu Beginn des 19. Jahrhunderts u. a. von Sozialisten und Revolutionären des Vormärz als politischer Kampfbegriff geprägt. Später wurde er auch in der Sprache des Nationalsozialismus häufig verwendet. Das davon abgeleitete Schimpfwort „Volksverräter“ – der Duden online definiert es als abwertend für „jemand[en], der das eigene Volk verrät, hintergeht, betrügt“ – wurde Unwort des Jahres 2016.

## Begriffsgeschichte
Karl Marx und Friedrich Engels ordneten den französischen Politiker Alphonse de Lamartine, 1848 Mitglied der regierenden Commission exécutive, als Volksverräter ein. 1884 schildert Engels den „Volksverrath“ bei den Germanen. Karl Georg Büchner, Revolutionär des Vormärz, empörte sich 1834 über Großherzöge und die Stände, die diese stützten, als Volksverräter. 1849 bezeichnete der marxistische Abgeordnete Wilhelm Wolff den Erzherzog Johann von Österreich, den Reichsverweser, als „den ersten Volksverräter“. Rosa Luxemburg „brandmarkte“ in einem illegalen Flugblatt vom Mai 1916 Sozialdemokraten als „Rotte von Volksverrätern“.
Der Begriff verbreitete sich nach dem Ersten Weltkrieg im Sprachgebrauch der Rechtsextremen im politischen Kontext der Dolchstoßlegende als Bezeichnung für die demokratisch geprägten Anhänger der Weimarer Republik. Die „Novemberverbrecher“ hätten demnach Volk und Vaterland verraten und dem unbesiegten Heer einen „Dolchstoß von hinten“ beigebracht. Die Nationalsozialisten waren in Wort und Tat extreme Verfechter dieser Verschwörungstheorie. Nach ihrer Machtergreifung führten sie demzufolge den Tatbestand des Volksverrates in ihrem Sinne im Strafrecht ein.
Er bezeichnete das „unmittelbar gegen das deutsche Volk gerichtete Verbrechen eines Volksgenossen, der die politische Einheit, Freiheit und Macht des deutschen Volkes zu erschüttern trachtet“. Personen, denen dies vorgeworfen wurde, wurden als Volksverräter bezeichnet. Damit wurden zunächst Verbrechen des Hochverrats und Landesverrats (§§ 80–93 StGB) bezeichnet. Insbesondere durch die Rechtsprechung des Volksgerichtshofes unter Roland Freisler (1893–1945) wurde damit jede Art von Kritik am Nationalsozialismus bezeichnet und häufig mit der Todesstrafe abgeurteilt.
Im November 2016 wendete Stefan Räpple, Abgeordneter der Alternative für Deutschland (AfD) im Landtag von Baden-Württemberg, den Begriff auf die Abgeordneten von CDU, SPD, Grünen und FDP an, was intern für Streit sorgte. Auch auf Demonstrationen von Anhängern der AfD und der rechtspopulistischen Pegida-Bewegung findet er Verwendung. In Österreich wird der Terminus neben anderen Begriffen des NS-Deutsch von der rechtsextremen FPÖ verwendet.

## Unwort des Jahres 2016
Das Wort Volksverräter wurde zum Unwort des Jahres 2016 gewählt. Begründet wurde dies durch die Jury, dass es ein „typisches Erbe von Diktaturen, unter anderem der Nationalsozialisten“ sei. Als Vorwurf gegenüber Politikern gelte es „in einer Weise undifferenziert und diffamierend, dass ein solcher Sprachgebrauch das ernsthafte Gespräch und damit die für Demokratie notwendigen Diskussionen in der Gesellschaft abwürgt.“ Ähnlich wie völkisch oder Umvolkung stehe es nicht für das Staatsvolk als solches, sondern für „eine ethnische Kategorie, die Teile der Bevölkerung ausschließt.“ Der Gebrauch sei undemokratisch, da er u. a. „die Gültigkeit der Grundrechte für alle Menschen im Hoheitsgebiet der Bundesrepublik“ verneint.